# ADVA Optical Networking SE
 (avril 2022).
ADVA Optical Networking SE est une entreprise allemande de télécommunications qui faisait partie des indices TecDAX et HDAX de la Deutsche Börse. Son siège est situé à Martinsried près de Munich. Son siège social est Meiningen, où la production est située.

## Historique
- 1994 : ADVA Optical Networking est créée par Brian Protiva, à Meiningen et Martinsried près de Munich, en Allemagne. Soutenue par la holding Egora[4], la société développe dans un premier temps la technologie Wavelength Division Multiplexing (WDM) technology, dans le but de fournir aux entreprises des outils de connectivité réseau.
- 1995 : ADVA lance son premier produit : Escon Multiplexer.
- 1996 : ADVA crée des bureaux de représentation commerciale en Europe et dans le New Jersey, États-Unis.
- 1997 : ADVA vend des convertisseurs multimédia à COLT Telecom Group.
- 1998 : ADVA lance ses produits de seconde génération – the Optical Channel Multiplexer (OCM).
- 1999 : ADVA lance ses produits de troisième génération – Fiber Service Platform (FSP) I et FSP II.
- 1999 : ADVA ouvre son capital (IPO) à la bourse de Francfort[5].
- 2000 : ADVA lance ses produits de quatrième génération – FSP 3000 and FSP 500.
- 2000 : ADVA acquiert Storage Area Networks Ltd., Cellware Broadband Technologie GmbH, FirstFibre Ltd. et Siemens Norway * Telecom R&D Division.
- 2001 : ADVA ouvre un centre de R&D, production et administratif à Meiningen
- 2001–2003 : ADVA se lance sur le marché nord-américain et en Asie et signe un partenariat OEM avec Fujitsu et Hitachi.
- 2003 : ADVA lance le FSP 1500, à Generic Framing Procedure (GFP) next-generation Synchronous Digital Hierarchy (SDH) access solution
- 2004 : ADVA acquiert Metro Packet Systems, Inc.
- 2004 : ADVA lance son premier produit d'accès Ethernet, FSP 150.
- 2006 : ADVA g acquiert Covaro Networks, Inc. et Movaz Networks, Inc.
- 2014 : ADVA acquiert Oscilloquartz SA[6].
- 2015 : ADVA acquiert Overture Networks

## Produits
- Le FSP3000 est un châssis qui supporte les différentes modulations WDM (cwdm, dwdm, dwm-pon), et permet de multiplexer jusqu'à 120 longueurs d'onde sur une même fibre optique (80 en bandes C, 40 en bandes L). Cela permet d'optimiser les infrastructures fibres existantes en proposant toujours plus de débit au fur et à mesure de la montée des besoins. Nombres topologies : Point-to-point, point-to-multipoint, add/drop, ring and mesh. Débits LAN et WAN jusqu'à 100 Gb/s, Fiber Channel jusqu'à 10 Gb/s, ESCON, FICON jusqu'à 8 Gb/s, Infiniband, TDM jusqu'en OC-768, STM, OTU, etc. Support de GMPLS, DCN OSPF, tailles en 1/7/9 U.
- Le FSP150 est un produit de DWM à destination des fournisseurs d'accès Ethernet (Ethernet carriers). Il existe en Ethernet sur TDM (E1, T1, T3, E3), en Ethernet natif, ou en châssis modulaire.